# Vinderup Bank
A/S Vinderup Bank var en børsnoteret lokalbank, som virkede i Vinderup-området fra 1905 til 2012. Banken havde lokalt fokus og havde kun forretningssted i Vinderup, bortset fra en filial i Sevel fra 1977 til 1990.:15-16
Banken førte en forsigtig politik med lav gearing og stor likviditet og soliditet.:6:16, 20, 22, 24, 31 Den høje soliditet og dens overskuelige størrelse gjorde banken til en interessant fusionskandidat for banker, hvis soliditet var kommet tæt på det tilladte minimum; banken værnede sig gennem en vedtægtsmæssig stemmeretsbegrænsning.
Banken havde hovedsæde centralt i Vinderup; først i lejemål i Nørregade 8 samt fra 1909 i Søndergade 1. I 1920 opførte man en statelig bankbygning i Nørregade 1, og her blev man, indtil 1975, hvor man flyttede til Søndergade 30.:6-7, 27-28, 64, 113
Banken ophørte efter fusion med Salling Bank i 2012. I ophørsåret havde Danske Andelskassers Bank 23,5% af aktierne, mens ca. 2.300 hovedsageligt kunder ejede resten af aktierne.:16, 48